# Medalla Militar (España)
La Medalla Militar es una condecoración de España. Tiene su origen en la Ley de Bases de 1918 que estableció para sustituir a las desaparecidas Cruces de la Real y Militar Orden de San Fernando de Primera y Tercera Clases. El primer diseño apareció por real orden de 7 de diciembre de 1920; su anverso se conserva hasta nuestros días, aunque el reverso sufrió diversos cambios.
El reglamento se publica por el decreto 2.422/1975, de 23 de agosto (decreto oficial 251/1975, de 23 de agosto). No hay variación en los modelos referentes a la Medalla Militar Individual ni a la colectiva en sus clases de personal, corbata para Banderas, estandartes y Guion-Enseña. Al llegar el momento se modificó el escudo del reverso, definiéndolo en la ley 33/1981, de 5 de octubre y diseñado según el real decreto 2.964/1981, de 18 de julio.
La medalla es concedida a todos los integrantes del Ejército, desde el rango de soldado hasta el de capitán general, en cada campaña servirá como recompensa ejemplar e inmediata de los hechos y servicios muy notorios y distinguidos, realizados frente al enemigo.
Actualmente está regulada por el real decreto 899/2001, de 27 de julio.

## Características
La Medalla será de hierro oxidado, circular, de cuarenta y dos milímetros de diámetro y llevará en su parte superior una anilla rectangular, con los bordes redondeados, de 15 milímetros en el sentido horizontal y 7 milímetros en el vertical
Anverso:
En su anverso, concéntrico a su borde, llevará un aro de plata de 31 milímetros de diámetro exterior y 29 milímetros interior. Dentro del círculo llevará un sol naciente tras el mar y una matrona en pie representando a España ofrendando, con la mano diestra, una corona de laurel y sosteniendo un escudo con una cabeza de león, en la mano siniestra. Fuera del círculo, entre el aro y el borde, una Orla constituida por una corona de laurel y roble, con la que alternan dos leones y un castillo y, en la parte inferior, una cartela con el lema: AL VALOR MUY DISTINGUIDO.
Reverso:
Su reverso, de análoga factura, ostentará dentro del aro, el Escudo de España proporcionado a las dimensiones del círculo. No figurará el lema del anverso. 
Cinta:
La cinta, de la que irá pendiente la Medalla, será de seda de treinta y cinco milímetros de ancho, dividida en tres partes: la central, de 15 milímetros de ancho, con los colores nacionales, y las de los costados, blancas, de 10 milímetros de ancho cada una, con un filete amarillo de 2 milímetros de anchura. Esta cinta tendrá 45 milímetros de longitud a la vista y se llevará sujeta por una hebilla dorada de la forma y dimensiones proporcionadas y usuales para esta clase de condecoraciones. Sobre la cinta se llevará un rectángulo de metal dorado de cuatro milímetros de ancho, con la fecha correspondiente a la acción que motiva la concesión de la recompensa, en rojo.
La ostentación de la Medalla Militar será obligatoria sobre el uniforme, siempre en su tamaño normal y en lugar destacado sobre las restantes condecoraciones individuales, salvo las de la Cruz Laureada de San Fernando, que irán por delante. Sólo se ostentará una condecoración de esta recompensa sobre el uniforme, acreditándose su repetición por medio de sucesivos rectángulos de metal dorado sobre la cinta relativos a las correspondientes concesiones.
[Fuente: R.D. 899/2001, de 27 de julio.]

## Medalla Militar Colectiva
Los distintivos de la Medalla Militar colectiva son: 

- Medalla Militar Colectiva, Insignia Individual: La orla de la Medalla Militar Colectiva, de cuarenta y dos milímetros de diámetro. El círculo central estará bordado en rojo, con la acción y fecha que determine el real decreto de concesión, en oro. No se podrá ostentar más de una insignia individual en el diseño descrito, acreditándose la posesión de otras Medallas Militares Colectivas mediante barras de oro de cuarenta milímetros de longitud y cuatro milímetros de ancho por cada una de más que se conceda, bordadas debajo de la insignia individual y separadas de ella o entre sí, por cinco milímetros de distancia y en las que se hará constar, en cifra roja, la acción que motivó la concesión y la fecha en que se produjo.
- Corbata de la Medalla Militar Colectiva: De seda y en los mismos colores que la cinta, con una lazada de dos caídas, terminadas con flecos de oro. Sobre la primera de dichas caídas irá bordada la orla de la Medalla Militar Colectiva. El círculo central estará bordado en rojo, con la acción y su fecha en oro y, debajo de ella, en negro, la unidad. La corbata irá sujeta a la moharra de la Bandera o Estandarte, quedando pendiente sobre ella y a la altura de su centro.
- Guion-enseña de la Medalla Militar Colectiva: Formado por dos telas superpuestas de damasco de seda en los mismos colores proporcionales que la cinta. En su centro irá bordado modelo análogo al de la Medalla y debajo, en negro y por este orden, la Unidad, la acción y su fecha. El Guion-Enseña irá sujeto a un asta de las dimensiones reglamentarias para los estandartes. Llevará un fleco plateado de sesenta milímetros.
- Placa de la Medalla Militar Colectiva: De plata, con forma rectangular y de dimensiones proporcionadas al lugar donde vaya a ostentarse, llevando grabado en hierro oxidado y en su parte izquierda, el anverso de la medalla, proporcionado a su tamaño, debajo del cual, en oro, se situará, por este orden, la unidad, la acción y su fecha. En su parte derecha figurará, también en oro, la inscripción: «Al valor muy distinguido».

## Clasificación
Las Cruces y Medallas correspondientes a la Cruz Laureada y a la Medalla Militar Individual, por ser condecoraciones de Primera clase, se ostentarán siempre en su tamaño normal, en primer lugar y destacadas respecto de las restantes condecoraciones, con preferencia de las Cruces Laureadas sobre las Medallas Militares. De acuerdo con el reglamento general de recompensas militares 

Los Caballeros y Damas Cruces Laureadas tienen derecho al tratamiento inmediatamente superior al que les corresponda, y los Caballeros y Damas Medallas Militares individuales, al del empleo inmediato superior al que les corresponda, todos ellos según su empleo militar, cargo que ostenten o condiciones especiales que reúnan.

La posesión de Cruces Laureadas y Medallas Militares Colectivas se acreditará mediante pasadores representativos de las insignias individuales que estarán constituidos por las cintas en los colores de la Banda de la Gran Cruz Laureada y de la cinta de la Medalla Militar Individual, respectivamente, de 30 milímetros de longitud por 10 milímetros de ancho, montadas sobre un armazón de metal dorado, y enmarcadas por dos barras laterales de dicho metal, de 2 milímetros de ancho y 12 milímetros de largo cada una. Estos pasadores irán colocados sobre la parte izquierda del uniforme y en primer lugar respecto de los restantes pasadores, con preferencia el pasador de la insignia individual de la Cruz Laureada sobre el de la Medalla Militar. Se ostentarán tantos pasadores como insignias individuales, de ambas recompensas colectivas, se posean.

## Desposesión de distinciones
El agraciado con cualesquiera de las categorías que haya sido sentenciado por la comisión de un delito doloso o pública y notoriamente haya incurrido en actos contrario a las razones determinantes de la concesión de la distinción podrá, en virtud de expediente iniciado de oficio o por denuncia motivada, y con intervención del Fiscal de la Real Orden, ser desposeído del título correspondiente a la distinción concedida, decisión que corresponde a quien la otorgó.